# 道の駅神鍋高原
道の駅神鍋高原（みちのえき かんなべこうげん）は、兵庫県豊岡市日高町栗栖野の国道482号と兵庫県道712号床瀬神鍋高原線の交差点にある道の駅である。
レジャーエリア神鍋高原の中にあり、3階の神鍋高原展望台からは神鍋火山群とスキー場を一望できる。
敷地内に神鍋温泉の温泉浴場を併設する。

## 施設
1F
- 駐車場
  - 普通車：115台[2][3]
  - 大型車：4台[2][3]
  - 身障者用：2台[2][3]
- トイレ
  - 男性：大 5器（4器）、小 15器（10器[2]）
  - 女性：22器（17器[2]）
  - 身障者用：2器（1器[2]）

※（）内は、24時間利用可能
- おみやげコーナー（9:00 - 17:30、営業時間は季節によって変更あり）[3]
- お食事処かんなべ（11:00 - 15:00）[3]
- 農産物直売所ふれあいふぁーむ[3]
- 神鍋温泉ゆとろぎ（日帰り入浴施設、平日 13:00 - 21:00・土日祝日 12:00 - 21:00）[3]
- 神鍋高原バス停

2F
- 山陰海岸ジオパーク展示室

3F
- 神鍋高原展望台

### 管理団体
- 設置者：豊岡市
- 指定管理者：株式会社日高振興公社[5]

## ギャラリー

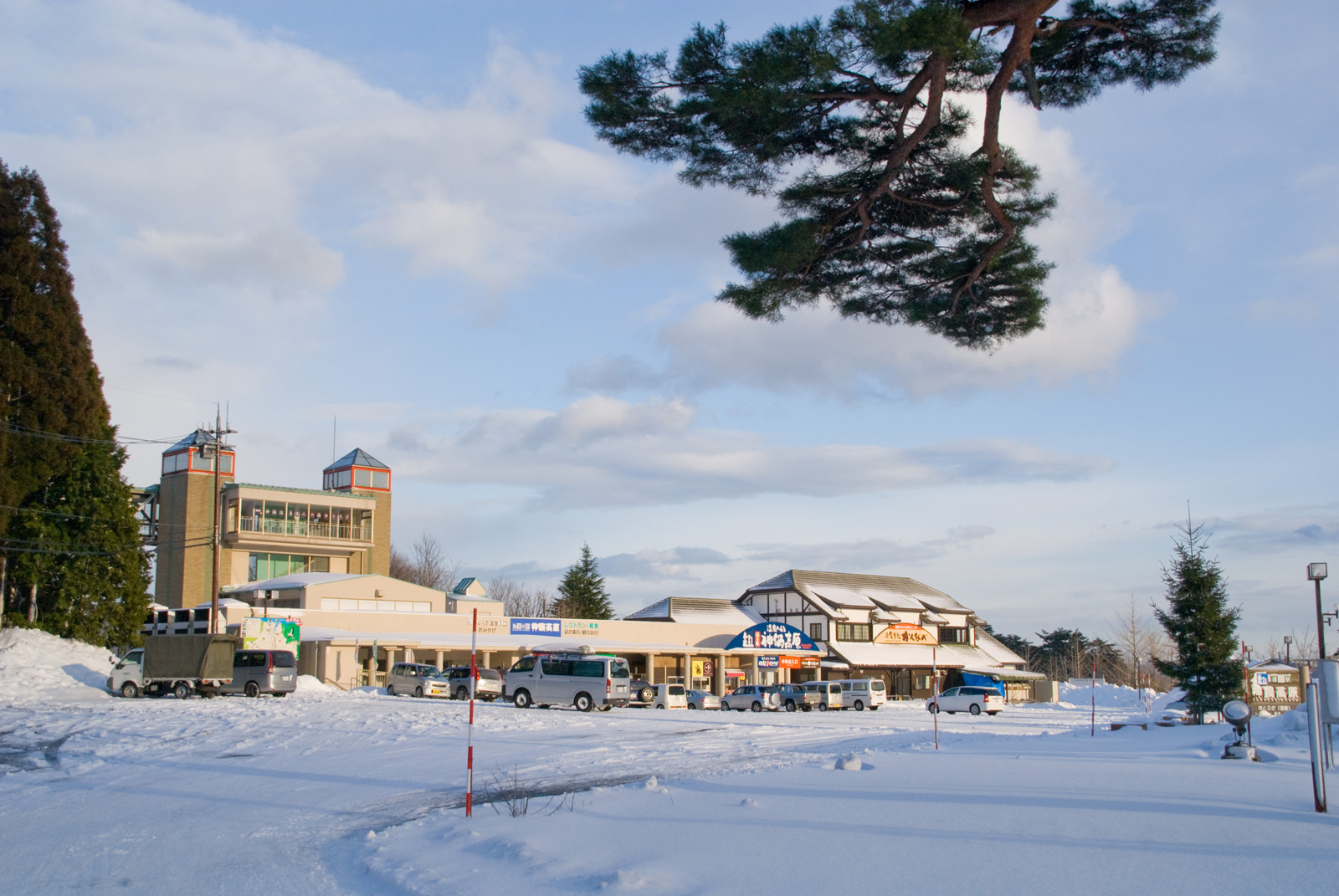
西口
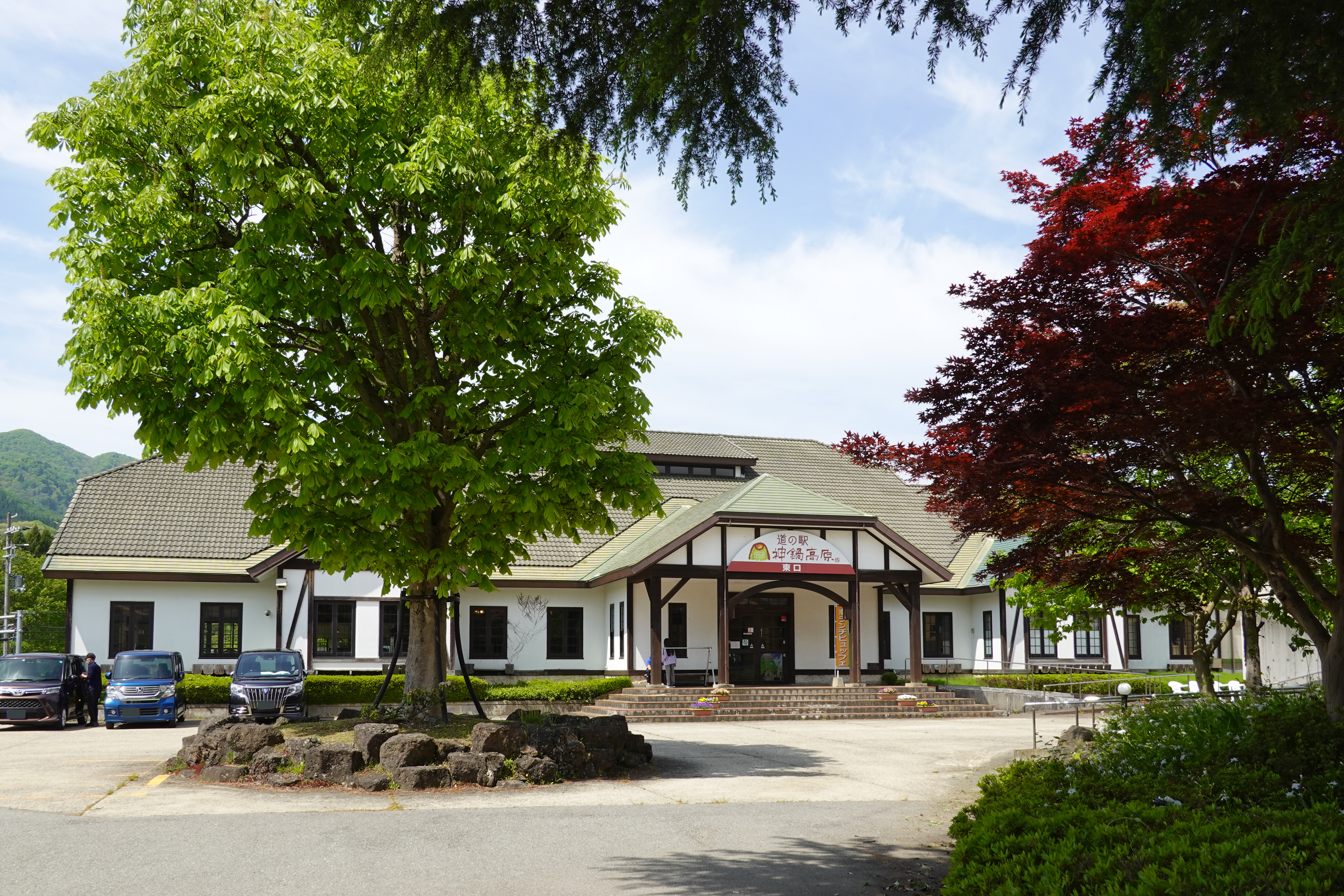
東口、御食事処「かんなべ」側
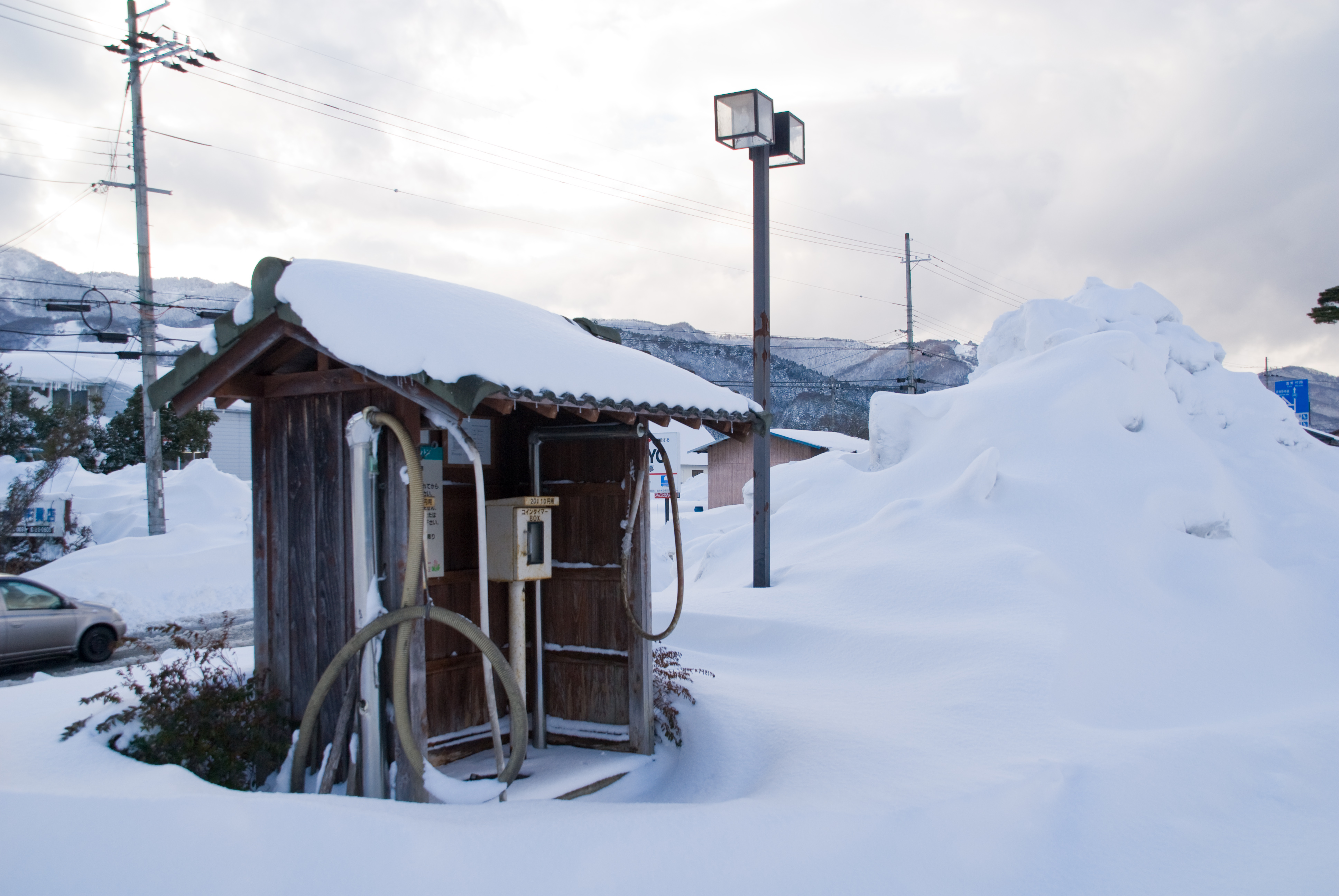
温泉スタンド（駐車場内）
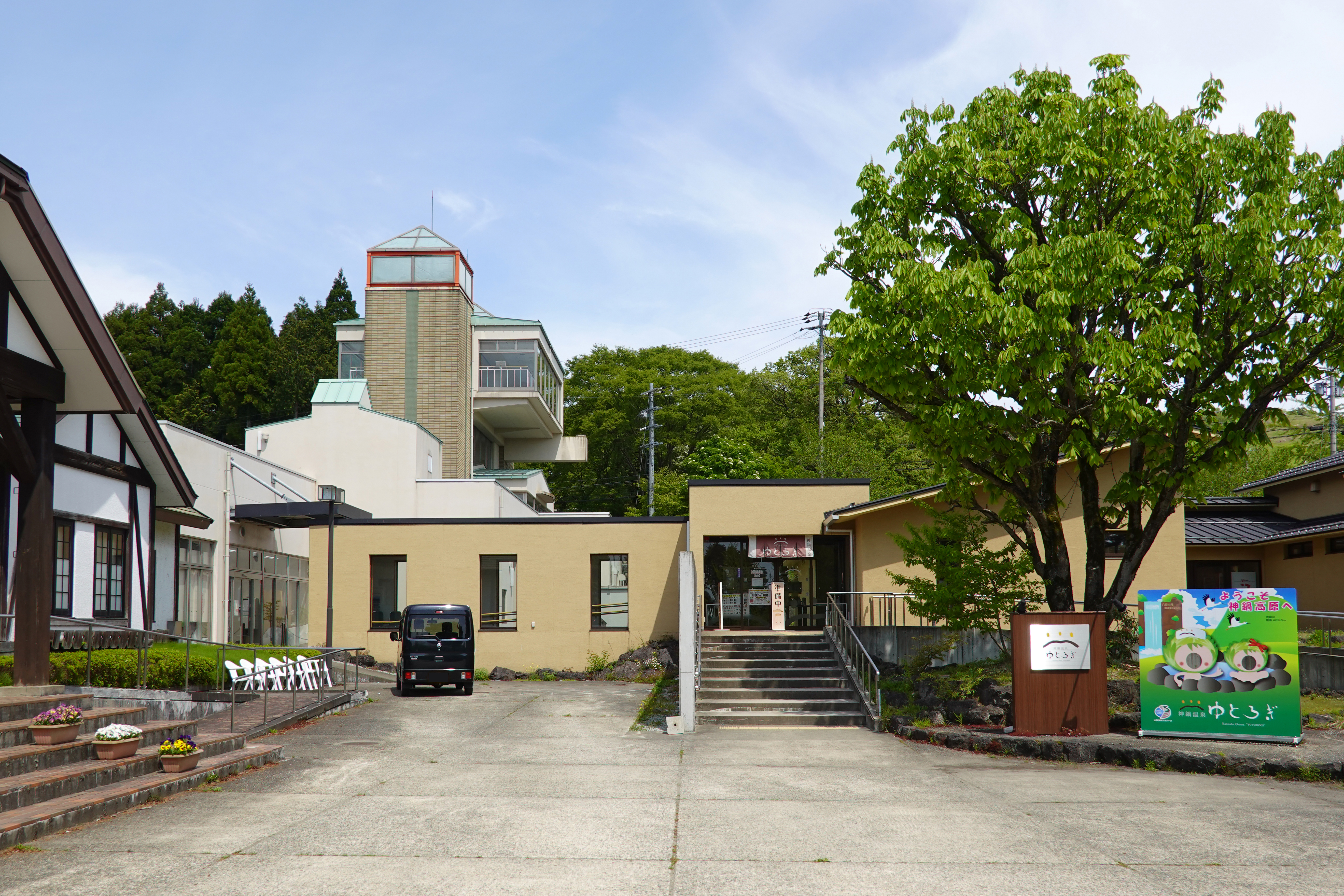
神鍋温泉・かんなべ湯の森「ゆとろぎ」、左奥に3F展望台
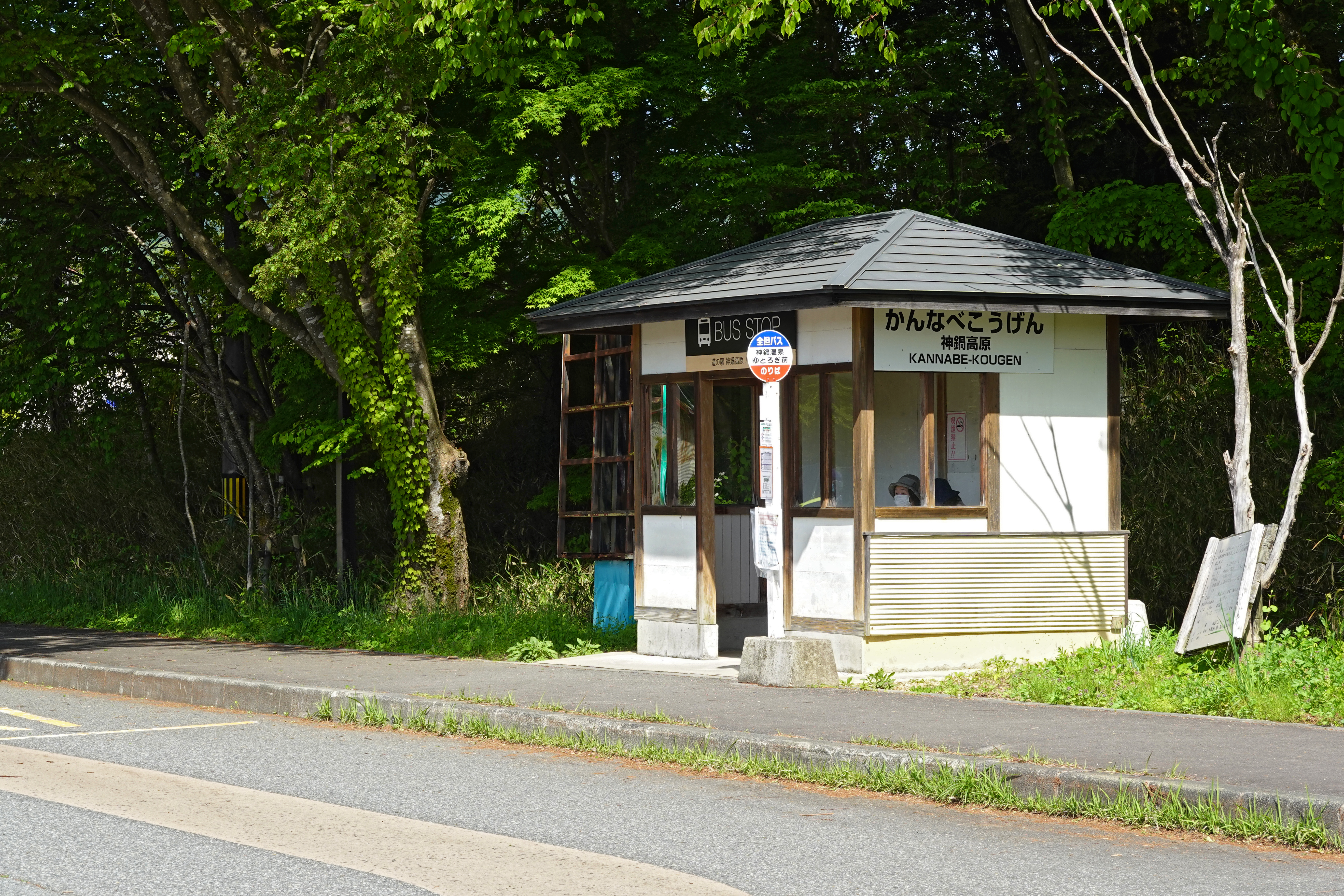
神鍋高原バス停
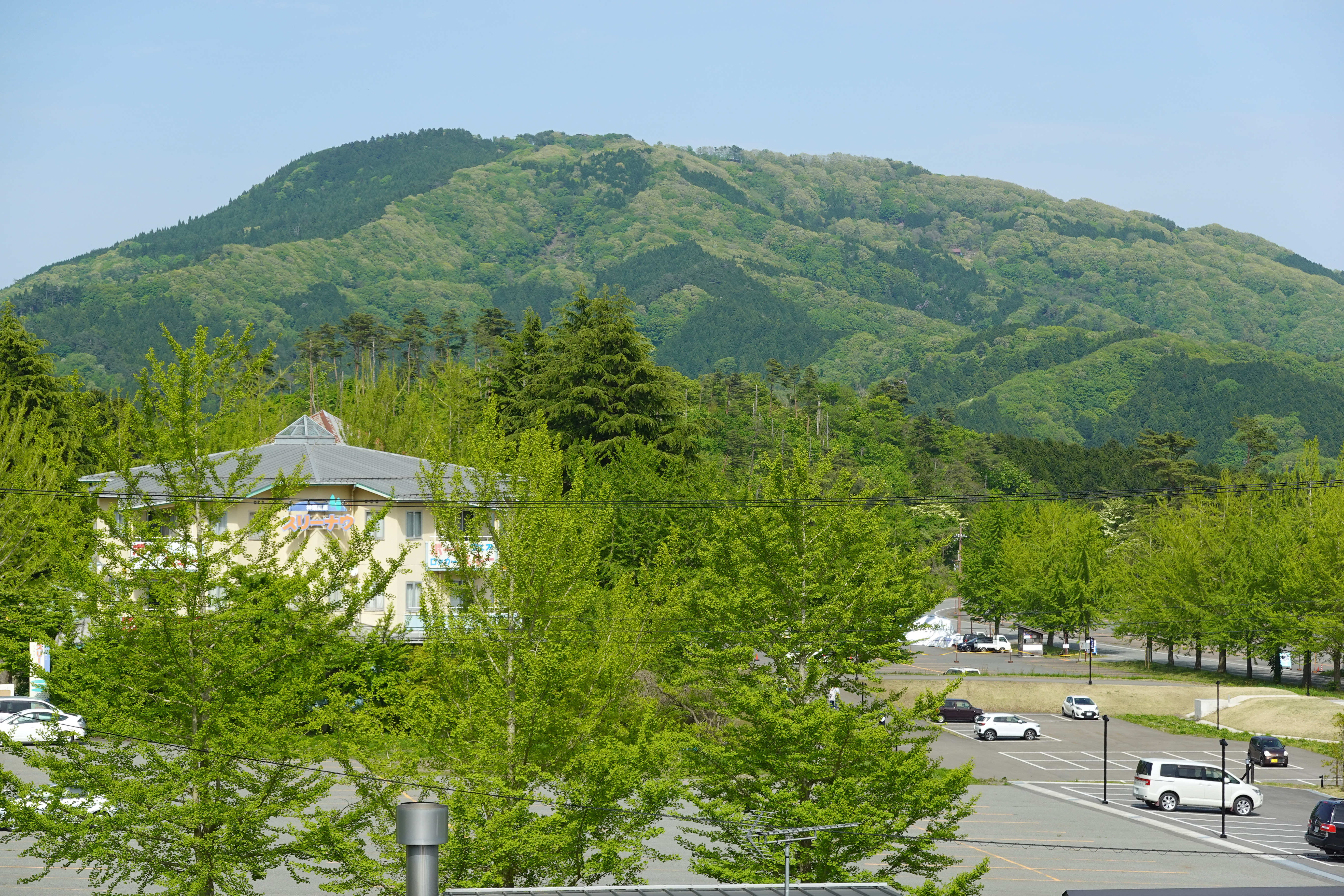
神鍋高原展望台から望む神鍋山
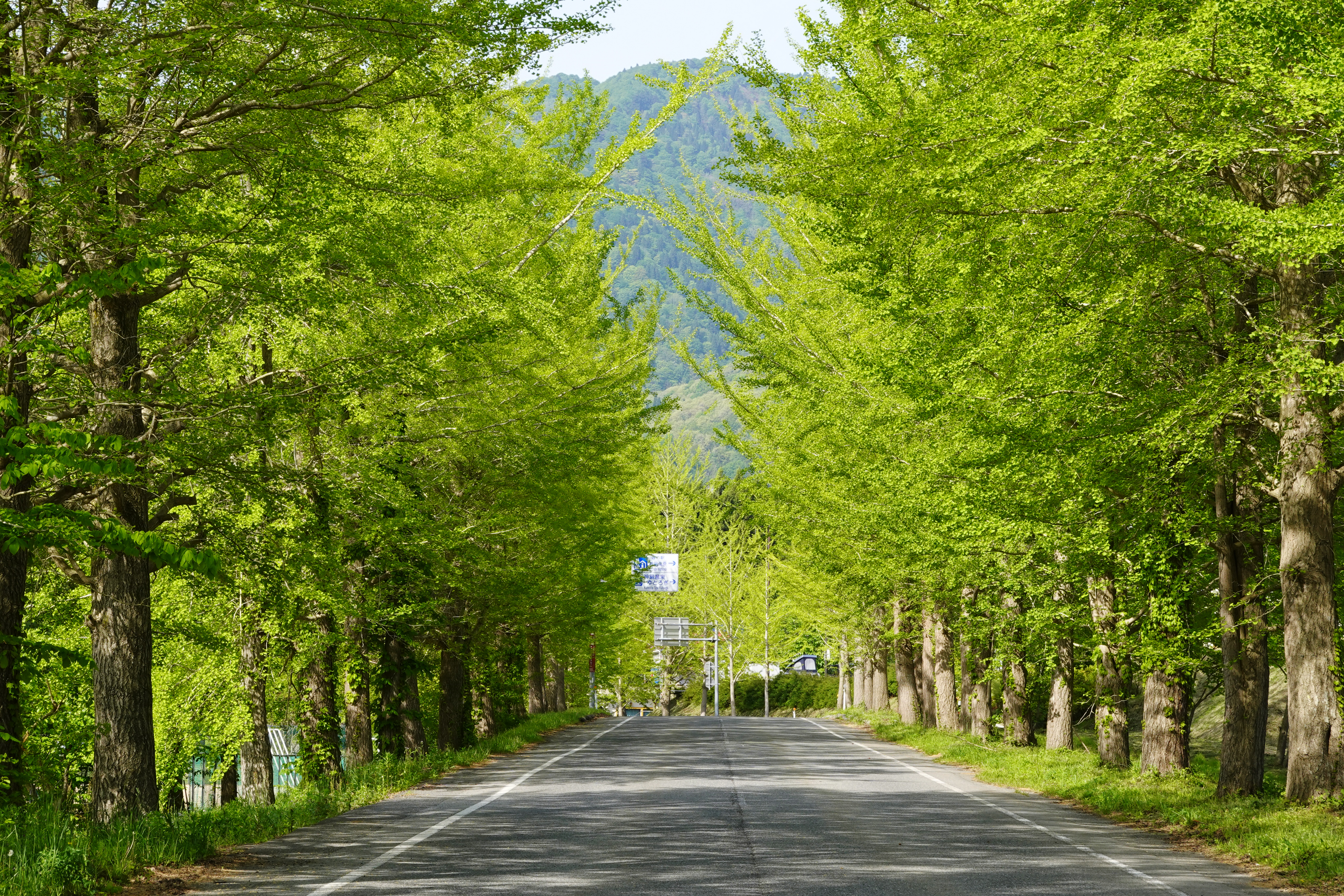
道の駅神鍋高原前の銀杏並木

## 休館日
- 道の駅神鍋高原：毎週水曜日（祝日の場合は翌日、1月・2月・7月・8月は不定休のため公式サイトを参照）[3]
- 神鍋温泉ゆとろぎ：毎週水曜日[3]

## アクセス
- 国道482号 - 登録路線
  - 兵庫県道712号床瀬神鍋高原線

自動車
- E72 北近畿豊岡自動車道 日高神鍋高原ICより約15分。

## 周辺
以下はいずれも当駅に隣接している。
- アップかんなべスキー場（神鍋高原スキー場）[6]
- フェアフィールド・バイ・マリオット・兵庫神鍋高原（ホテル公式サイトも参照）[6]
  - 積水ハウスとマリオット・インターナショナルの共同事業によるホテルで、2022年（令和4年）11月1日に開業した（兵庫県内では初開業）[6][7]。

## 沿革
- 1993年（平成5年）4月22日 - 道の駅に登録（第28005号）される。
- 1993年（平成5年）11月 - 日高農林漁業体験実習館「シャレーマロニエ」がオープン。
- 1993年（平成5年）12月1日 - 日高町農林漁業実習体験館「シャレーマロニエ」をたじま農協が供用開始。
- 1994年（平成6年）4月 - 第三セクター「株式会社日高振興公社」が発足し、道の駅の指定管理者となる。
- 1994年（平成6年）7月 - 温泉利用施設「かんなべ湯の森ゆとろぎ」がオープンし、道の駅に併設される。※1990年（平成2年）8月に温泉利用施設「かんなべ温泉浴場」にオープンした施設を閉館した。
- 1995年（平成7年）4月26日 - 『酒類販売業免許』許可取得。
- 2001年（平成13年） - 地元の農協が手がけていた熟成本格的みその製造を公社が引き継ぎ「まるごと日高みそ」として販売。
- 2001年（平成13年）7月 - 「かんなべ湯の森ゆとろぎ」が入館者100万人を達成する。
- 2002年（平成14年) - 「昔ながらの栃餅を食べたい!」と多くの人の声を聞き、甘さを抑えた栃餅「ほんまもん神鍋」を1日30パック限定で販売。賞味期限2日間。ほろ苦く香ばしい懐かしい味のお餅。
- 2003年（平成15年）7月 - 道の駅がリニューアルオープンする。「かんなべ湯の森ゆとろぎ」のアクセスの為に約80ｍのスカイウェイでつなぐ。
- 2003年（平成15年）11月8日 - 道の駅の幹線道路、国道482号線「蘇武トンネル」が貫通する。蘇武連山によって分断されていた日高町と村岡町は所要時間約30分で往来が可能となった。国道9号線とつながる。
- 2005年（平成17年）4月 - 市町村合併により豊岡市になる。
- 2006年（平成18年） - 道の駅が豊岡市直売所連絡協議会に加入。
- 2006年（平成18年）9月 - 第61回国民体育大会「兵庫のじぎく兵庫国体」開催。
- 2009年（平成21年）4月1日 - 情報発信誌「道の駅「神鍋高原」だより」が毎月1日、日高町内6,000部の折込チラシを開始。
- 2009年（平成21年）4月25日 - パン販売店「パン・ド・アー」が道の駅に併設される。
- 2009年（平成21年）7月 - 毎週日曜日「ランチバイキング」開催。
- 2009年（平成21年）9月 - 「第1回神鍋高原収穫まつり」開催。
- 2009年（平成21年）12月6日 - 道の駅がリニューアルオープンする。農産物直売所「ふれあいふぁーむ」、お食事処かんなべを新設する。
- 2009年（平成21年）12月12日 - リニューアルオープンイベント実施。
- 2010年（平成22年）6月 - 神鍋観光協会からイベントを引き継ぎ「第2回神鍋高原キャベツまつり」開催。
- 2010年（平成22年）10月 - 4年計画「神鍋山に水仙を植えよう運動」開始。球根約1万4千個。
- 2011年（平成23年）6月 - ジビエ料理、鹿肉のロースカツ定食、鹿肉のカツカレーを期間限定販売。限定1日10食。
- 2011年（平成23年）7月11日 - 9:11〜9:27NHK「あさイチ」産直LIVEで道の駅神鍋高原から生中継し、「神鍋高原キャベツ」を紹介。
- 2011年（平成23年）9月 - お食事処かんなべの土日祝日限定ランチビュッフェで十戸の虹鱒のフライの提供を開始。
- 2011年（平成23年）11月 - お食事処かんなべの平日メニューにて十戸の虹鱒のフライ定食の提供を開始。
- 2011年（平成23年）11月23日～12月18日「山陰海岸ジオパークin神鍋高原」イベント開催。
- 2012年（平成24年）7月・8月 - 毎週金曜日「豊岡市・全但バス・キリンビール」合同企画による神鍋線バス利用促進「第1回神鍋ビアナイト」開催。
- 2012年（平成24年）12月 - 神鍋線バス利用促進「第1回神鍋フェアー」開催。地鶏すき焼き。
- 2013年（平成25年）1月 - 地元食材を使用した「神鍋高原弁当」販売開始。
- 2013年（平成25年）8月31日 - 温泉利用施設「かんなべ湯の森ゆとろぎ」営業終了。
- 2013年（平成25年）9月 - 山陰海岸ジオパーク内で育った農畜産物を使用した「ジオランチ」販売開始。
- 2013年（平成25年）10月13日 - 道の駅｢神鍋高原」のFacebook開設。
- 2013年（平成25年）11月9日 - 但馬の郷と道の駅「神鍋高原」のコラボ商品として「日高みそ」を使用した「ソーセージステーキ」の販売開始。
- 2014年（平成26年）3月 - 神鍋温泉ゆととぎ15枚回数券販売開始。3月(年度末)限定。
- 2014年（平成26年）4月 - 本格的に報道機関へプレスリリース開始。「神鍋みそせんべい」販売開始。
- 2014年（平成26年）4月16日 - 神鍋温泉ゆとろぎ「その他公衆浴場営業」許可取得。
- 2014年（平成26年）4月20日 - 温泉利用施設「神鍋温泉ゆとろぎ」がオープン。道の駅の裏手に新設。但東チューリップまつりとコラボした露天風呂「チューリップ湯」を開催。
- 2014年（平成26年）4月23日 - （株）トキワとのコラボ商品で日高みそと酢などを使用した「ＭＩＳＯＳＵ（ミソス）」販売開始。
- 2014年（平成26年）6月18日 - 神鍋温泉ゆとろぎが「酒類販売業免許」許可取得。
- 2014年（平成26年）10月 - 「第96回兵庫県畜産共進会」で但馬牛の焼肉・但馬牛ホルモン鍋を提供。
- 2014年（平成26年）10月 - 「第1回ひだかバル＆スイーツ」参加。
- 2014年（平成26年）12月1日 - 道の駅駐車場内に電気自動車急速充電器を設置。
- 2015年（平成27年）1月 - 道の駅オリジナル商品「神鍋高原キャベツチップ」販売開始。山陰海岸ジオパーク認定商品。
- 2015年（平成27年）1月26日 - 道の駅売店内に「第1回ひな人形展示」開始。
- 2015年（平成27年）6月28日 - 「第7回神鍋高原キャベツまつり」にて道の駅「神鍋高原」マスコットキャラクター名称が公募により神鍋甘藍（かんなべかんな）に決定。神鍋高原キャベツアイス販売開始。
- 2015年（平成27年）7月5日 - 神鍋・日高・豊岡の女性が作る手作り雑貨とワークショップのイベント「第1回かんなべマルシェ」開催。
- 2015年（平成27年）7月 - 豊岡市ノ―マイカーデー「第1回乗って帰ろうデー」イベントに参加。
- 2015年（平成27年）9月 - 「第4回アジア太平洋ジオパーク山陰海岸シンポジウム」イベントに出店。
- 2015年（平成27年）10月 - 豊岡市役所前にて「豊岡まちバル」参加。
- 2015年（平成27年）12月 - 神鍋かんな根付ストラップ&ボールペン&シャープペン販売開始。
- 2015年（平成27年）12月 - お食事処かんなべで約20年ぶりに「暖炉」使用開始。
- 2015年（平成27年）12月 - 但馬牛を使用した「但馬牛すじうどん」販売開始。
- 2015年（平成27年）12月 - 日高農林産物加工研修所にて製造した「神鍋高原キャベツキムチ」、西気明日のいしずえ会の大根を使用した「大根キムチ」の販売開始。
- 2016年（平成28年）2月 - 神鍋線バス利用促進「神鍋冬物語～女子会編」開催。コース料理。
- 2016年（平成28年）3月14日―全但バス「神鍋温泉ゆとろぎ前」のバス停移動完了（国道482号線沿いから駐車場内へ移動）。
- 2016年（平成28年）4月 - 神鍋高原キャベツチップ専用「ＵＦＯキャッチャー」設置。
- 2016年（平成28年）5月2日 - アミューズメントとして「ガチャガチャ」設置。
- 2016年（平成28年）5月 - 神鍋線バス利用促進「神鍋春物語～男子会編」開催。ＢＢＱ。
- 2016年（平成28年）6月 - 日高農林産物加工研修所にて製造した「神鍋高原キャベツコロッケ」の販売開始。
- 2016年（平成28年）6月 - 「第1回オープンガーデン神鍋高原」開催。
- 2016年（平成28年）7月 - 豊岡市ふるさと納税受入開始。
- 2016年（平成28年）8月 - 「第1回神鍋高原スイカまつり」開催。
- 2016年（平成28年）11月28日～12月26日 - 道の駅空調機器・トイレ改修工事。
- 2016年（平成28年）12月18日 - 女性の為の美容体験イベント「第1回かんなべビューティーパレット～体の外からも、中からもキレイに～」開催。
- 2016年（平成28年）12月25日 - 『クチコミ新発見!旅ぷら』でキャベツチップのUFOキャッチャーをガダルカナルタカさん・笑福亭笑瓶さんがプレイしました。
- 2017年（平成29年）1月1日 - 「第1回お正月イベント」開催。
- 2017年（平成29年）3月19日 - 「北近畿豊岡自動車道「日高神鍋高原ＩＣ」開通記念イベント」出店。
- 2017年（平成29年）3月25日 - 「日高神鍋高原ＩＣ」開通記念式典の料理担当。ＩＣ供用開始。
- 2017年（平成29年）3月26日 - 道の駅にて「日高神鍋高原ＩＣ」開通記念イベント開催。
- 2017年（平成29年）5月2日 - 関西花の25カ所「隆国寺花まつり」出店。
- 2017年（平成29年）6月13日-道の駅駐車場内にATM(但馬信用金庫・但馬銀行・JAたじま)設置。
- 2017年（平成29年）7月22日 - 道の駅オリジナル商品「神鍋高原キャベツカレー」レトルト商品販売開始。山陰海岸ジオパーク認定商品。
- 2017年（平成29年）8月20日 - あいす工房らいらっくとのコラボ商品「神鍋スイカシャーベット」販売開始。
- 2017年（平成29年）10月1日 - あいす工房らいらっくとのコラボ商品「神鍋リンゴシャーベット」販売開始。
- 2017年（平成29年）12月23日 - 「但馬空港クリスマスイベント」参加。
- 2018年（平成30年）4月12日 - 但馬の道の駅では導入していない「ショッピングカート」5台導入。
- 2018年（平成30年）5月25日 - 道の駅及び「神鍋温泉ゆとろぎ」に顔出し看板設置。
- 2018年（平成30年）5月27日 - 「第1回かんなべスイーツベール」開催。
- 2018年（平成30年）10月 - 神鍋温泉ゆとろぎで入浴セット(入浴券＋バスタオル＋フェイスタオル）販売開始。
- 2018年（平成30年）12月 - 兵庫県立但馬農業高等学校の生徒が栽培した「シクラメン」販売開始。
- 2019年（平成31年）1月 - スキーグッズ販売開始。
- 2019年（平成31年）4月18日 - 兵庫県立氷上高等学校の生徒が栽培した「ペチュニア」、製造した「クッキー」販売開始。
- 2019年（令和元年）5月25日 - 兵庫県立香住高等学校の生徒が製造した「サバ缶（水煮・みそ）」販売開始。
- 2019年（令和元年）7月24日 - 『食肉販売業』許可取得。
- 2019年（令和元年）8月2日 - 兵庫県立但馬農業高等学校の生徒が飼育した「但農どり」販売開始。
- 2019年（令和元年）10月25日 - 兵庫県立但馬農業高等学校の生徒が製造した「クッキー」販売開始。
- 2019年（令和元年）6月10日 - 兵庫県立香住高等学校の生徒が製造した「干物・カレイ」販売開始。
- 2020年（令和2年）7月22日 - お食事処かんなべにて「神鍋清流サーモンバーガー」の販売開始。
- 2020年（令和2年）8月22日 - 道の駅内2カ所にロードバイク用「サイクルスタンド」設置。空気入れ・工具貸出スタート。
- 2019年（令和2年）9月19日 - 但馬東洋珈琲のオリジナルコーヒーのテイクアウト販売開始。
- 2019年（令和2年）9月19日 - 兵庫県立香住高等学校の生徒が製造した「梨ジャム」販売開始。
- 2019年（令和2年）10月23日 - 駐車場の白線引き直し台数123台（以前より35台増加）。
- 2020年（令和2年）11月15日 - 「第1回神鍋ねぎまつり」開催。
- 2020年（令和2年）11月22日 - 但馬道の駅（12駅）限定オリジナル商品。但馬のはちみつ使用「はちみつ焦がしバターワッフル」販売開始。
- 2021年（令和3年）4月10日～25日 - 第1回全国道の駅、春の交通安全運動期間「交通安全ブラックブラックガム（ロッテ）」配布。
- 2021年（令和3年）4月12日 - 『魚介類販売業』許可取得。
- 2021年（令和3年）5月1日 - 「神鍋清流サーモン(生切身)」販売開始。
- 2021年（令和3年）5月5日 - お食事処かんなべで神鍋清流サーモン丼（土日祝日1日5食限定)販売開始。
- 2021年（令和3年）5月6日 - 兵庫県立但馬農業高等学校の生徒が栽培した「ピーマン・トマト・ミニトマト・ナス・トウガラシ・カボチャの苗」販売開始。
- 2021年（令和3年）5月7日 - 兵庫県立但馬農業高等学校の生徒が栽培した「きゅうり」販売開始。
- 2021年（令和3年）5月15日 - お食事処かんなべ西出入り口にオリジナル暖簾設置。
- 2021年（令和3年）6月3日 - 兵庫県立但馬農業高等学校の生徒が栽培した「トマト」販売開始。
- 2021年（令和3年）7月11日 - 道の駅駐車場内の会場で「神鍋パノラマトレイルフェス2021」初開催。
- 2021年（令和3年）7月29日 - 兵庫県立但馬農業高等学校の生徒が栽培した「メロン」販売開始。
- 2021年（令和3年）7月 - 「伊助梨園」の梨を販売開始。
- 2021年（令和3年）8月7日 - 「美方但馬牛」販売開始。
- 2021年（令和3年）9月 - あいす工房らいらっくとのコラボ商品「神鍋ブルーベリージェラート」販売開始。
- 2021年（令和3年）10月6日 - 鳥取県立鳥取湖陵高等学校の生徒が製造した「福神漬け」販売開始。
- 2021年（令和3年）10月7日 - 日高神鍋観光協会前の風除室内にイベント掲示板を設置。今月と次月のイベントを随時更新。
- 2021年（令和3年）11月18日 - 道の駅内イベントホールの2階「山陰海岸ジオパーク展示」、3階「神鍋高原展望台」がオープン。
- 2021年（令和3年）12月11日 - 香美町産のもち米藁を使用した「第1回しめ縄づくり教室」開催。
- 2021年（令和3年）12月16日 - パン販売店「パン・ド・アー」がリニューアルオープン。
- 2022年（令和4年）1月8日 - Google検索で営業時間・商品紹介など情報発信を開始。
- 2022年（令和4年）2月3日 - 神鍋温泉ゆとろぎの露天風呂横の休憩スペースにリクライニングチェアを設置。
- 2022年（令和4年）2月9日 - ウィキペディアで道の駅「神鍋高原」の編集を開始する。
- 2022年（令和4年）3月1日～31日 - 全国道の駅連絡会のポスター掲出事業(社会実験）に初参画。
- 2022年（令和4年）3月13日 - 第1回ひなまつりイベント開催。
- 2022年（令和4年）4月 - お食事処かんなべで『神鍋火山カレー』の販売開始。
- 2022年（令和4年）4月17日 - 第1回道の駅の日イベント開催。(もちつき振る舞い・お菓子のつかみ取り他）
- 2022年（令和4年）4月24日 - 神鍋清流サーモンの冷凍魚の販売開始。
- 2022年（令和4年）5月14日 - 関西テレビ『フットマップ』に道の駅「神鍋高原」、キャベツまつり(キャベツの丸かじり大会)が放映。メインキャストにフットボールアワー。ゲストにインディアンス。
- 2022年（令和4年）6月21日 - 豊岡市立豊岡北中学校1年生178名の校外学習(ふるさと学習)で道の駅「神鍋高原」(2階山陰海岸ジオパーク展示室）利用。
- 2022年（令和4年）7月17日 - お食事処かんなべ『土日祝日ランチビュッフェ』の暖簾&のぼり旗を設置。
- 2022年（令和4年）7月26日 - 『神鍋鍋ビアナイト』のぼり旗設置。
- 2022年（令和4年）7月28日 - 神鍋高原キャベツ使用したお好み焼き『神鍋高原キャベツ焼き』の販売開始。冷凍商品。
- 2022年（令和4年）7月31日 - お食事処かんなべが「飲酒運転追放宣言」に賛同し加入。
- 2022年（令和4年）8月4日 - 『おはよう朝日です』神鍋スイカの生産者『北村哲三さん』テレビ放映。番組内でスイカ販売場所として道の駅紹介。
- 2022年（令和4年）8月13日 - 但馬農業高校のトマトを使用した『トマトシャーベット』の販売開始。
- 2022年（令和4年）9月2日 - 神鍋温泉ゆとろぎの男性脱衣室のロッカーをコインリターン式に変更。
- 2022年（令和4年）9月8日 - 神鍋温泉ゆとろぎの入浴料割引タイムサービス、月・木曜日13〜15時のみ。土日祝日、繁忙期除く。
- 2022年（令和4年）10月7日 - 神鍋高原産のぶどうを使用した『ぶどうシャーベット』の販売開始。
- 2022年（令和4年）10月8日 - 神鍋温泉ゆとろぎでサウナグッズ（ハット・マット・タオル）販売開始。
- 2022年（令和4年）10月 - 神鍋ねぎ、神鍋大根の横幕を農産物直売所に設置。
- 2022年（令和4年）10月28日 - 神鍋栗の試験栽培開始。
- 2022年（令和4年）11月1日 - 道の駅隣りに『フェアフィールド・バイ・マリオット・兵庫神鍋高原』がオープン。
- 2022年（令和4年）11月1日 - お食事処かんなべで『モーニング500円』『神鍋釜飯セット』の販売開始。
- 2022年（令和4年）11月10日 - 『CO・OPステーション12月号〜おいしい兵庫を、旅したい！』の特集で『道の駅神鍋高原の神鍋高原清流サーモン』が掲載されました。
- 2022年（令和４年）11月13日 - 第3回神鍋ねぎまつりで懸垂幕を新調。
- 2022年（令和4年）12月1日 - 神鍋高原にある「ユメファーム」が栽培した神鍋高原のお米と豊岡市竹野町にある創業天保12年の「花房商店」が作ったお醤油を使用した『神鍋ぽんせん』の販売開始。
- 2022年（令和4年）12月10日 - 『とよおか農業委員会だより12号』に『神鍋高原スイカ』や『第7回神鍋高原スイカまつり』の内容が掲載されました。
- 2023年（令和5年）1月18日 - 鳥取湖陵高等学校の生徒さん製造の乳類入り清涼飲料水『オアシス』販売開始。
- 2023年（令和5年）2月5日 - 第1回神鍋つるし柿まつり開催。
- 2023年（令和5年）2月11日 — 第1回神鍋つるし柿まつりの様子が神戸新聞の但馬欄に掲載。